# Guía de Isora
Guía de Isora, también conocido simplemente como Guía, es un municipio perteneciente a la provincia de Santa Cruz de Tenerife, en la isla de Tenerife —Canarias, España—. 
La capital municipal está localizada en el casco urbano de Guía, situado a unos 560 m s. n. m.

## Toponimia
El nombre del municipio proviene del de su capital municipal. En un primer momento se denominó a toda esta zona Isora, término de procedencia guanche que algunos toman como antropónimo de una princesa isleña y otros lo traducen por 'malpaís (terreno volcánico cubierto de piedras sueltas)'. Tras el descubrimiento de una imagen de la Virgen de la Luz o de Guía en el siglo xvi, comienza a denominarse el lugar como Guía, aunque algunos sostienen que este nombre proviene de su significación antigua como «lugar alto».
Finalmente, el municipio toma oficialmente el nombre completo de Guía de Isora por Real Decreto de 27 de junio de 1916, para diferenciarlo de otros pueblos homónimos.

## Símbolos

### Escudo
El escudo heráldico de Guía de Isora fue aprobado por Decreto de 23 de julio de 1971. Consta de: «Escudo cortado. 1º, de azur, diestra varonil, guarnecida de manopla de plata, enlazándola a otra mano, femenina, de carnación natural. 2º, de plata, monte de sinople acompañado de árbol de lo mismo, frutado de oro. Bordura de azur, cargada de ocho luceros de oro. Al timbre, corona real cerrada».
En cuanto a su significado, el primer cuartel hace alusión a la fusión entre los conquistadores castellanos y los guanches; en el segundo se representan el cerro de las Chajoras, máxima cota del municipio, y el Almácigo de Chajajo, árbol simbólico del municipio. Por su parte, los luceros de la bordura aluden a Nuestra Señora de la Luz, patrona de Guía.

### Bandera
La bandera municipal fue aprobada por Orden del Gobierno de Canarias de 27 de octubre de 2000, siendo un «paño rectangular de seda, tafetán, raso, lanilla o fibra sintética, según los casos, cuya longitud es vez y media mayor que su ancho; compuesto de cuatro franjas horizontales de igual tamaño. La primera (superior), de color amarillo, la segunda de color blanco, la tercera de color verde, la cuarta (inferior) de color azul.»
El color amarillo representa al sol; el blanco a las nieves que cubren sus cumbres en invierno; el verde a los montes de la localidad y al árbol que aparece en el escudo heráldico —Almácigo de Chajajo—; y el azul al mar y a su condición costera.

## Geografía
Está situado en el oeste de la isla, limitando con los municipios de Santiago del Teide, La Orotava y Adeje.
Ocupa una superficie de 143,43 km², ocupando el quinto lugar en extensión tanto de la isla de Tenerife como de la provincia.
El punto de mayor altitud del municipio se alcanza en la elevación conocida como cerro de las Chajoras, ubicado a 2.674 m s. n. m.

### Orografía
Al sureste del municipio se encuentra el barranco de Erques que lo separa del municipio de Adeje. Por el este limita con el occidente del parque nacional del Teide, limitando con Santiago del Teide por el norte.
Casi la práctica totalidad de la superficie del municipio está cubierta por mantos de lava producto de las erupciones volcánicas acaecidas en 1909.
El elemento fisiográfico más destacable es la alternancia de materiales antiguos y malpaíses, predominando los primeros en la parte meridional del municipio, mientras que en la parte noroccidental, al oeste de Chirche, Guía, Playa de San Juan, dominan los materiales recientes. En el sector meridional se ha producido una mayor meteorización de los suelos, así como un importante abarrancamiento que da lugar a los barrancos de Tágara, El Pozo, Tejina, Niágara, Erques, con una orografía más accidentada en la parte alta, formándose profundos tajos.

### Hidrografía
Las principales cuencas hidrográficas que atraviesan el término municipal son las formadas por el barranco de Erques, límite con el municipio de Adeje; el barranco del Chabuibo que desemboca en la playa de Abama; el barranco de San Juan o de Guaria que atraviesa el casco urbano de Guía y desemboca en Playa de San Juan; y el barranco de Punta Blanca. Otros cauces importantes son los del barranco Chasogo, barranco del Roque, barranco la Chorche y barranco de Acevedo.

### Clima
Guía de Isora posee el mismo clima que el resto de los territorios del sur de la isla: temperaturas suaves a lo largo del año, escasas precipitaciones, gran insolación —es la zona de la isla con más horas de sol al año— y períodos de sequía.
| Parámetros climáticos promedio de Guía de Isora (1982-2012) | Parámetros climáticos promedio de Guía de Isora (1982-2012) | Parámetros climáticos promedio de Guía de Isora (1982-2012) | Parámetros climáticos promedio de Guía de Isora (1982-2012) | Parámetros climáticos promedio de Guía de Isora (1982-2012) | Parámetros climáticos promedio de Guía de Isora (1982-2012) | Parámetros climáticos promedio de Guía de Isora (1982-2012) | Parámetros climáticos promedio de Guía de Isora (1982-2012) | Parámetros climáticos promedio de Guía de Isora (1982-2012) | Parámetros climáticos promedio de Guía de Isora (1982-2012) | Parámetros climáticos promedio de Guía de Isora (1982-2012) | Parámetros climáticos promedio de Guía de Isora (1982-2012) | Parámetros climáticos promedio de Guía de Isora (1982-2012) | Parámetros climáticos promedio de Guía de Isora (1982-2012) |
| Mes                                                         | Ene.                                                        | Feb.                                                        | Mar.                                                        | Abr.                                                        | May.                                                        | Jun.                                                        | Jul.                                                        | Ago.                                                        | Sep.                                                        | Oct.                                                        | Nov.                                                        | Dic.                                                        | Anual                                                       |
| ----------------------------------------------------------- | ----------------------------------------------------------- | ----------------------------------------------------------- | ----------------------------------------------------------- | ----------------------------------------------------------- | ----------------------------------------------------------- | ----------------------------------------------------------- | ----------------------------------------------------------- | ----------------------------------------------------------- | ----------------------------------------------------------- | ----------------------------------------------------------- | ----------------------------------------------------------- | ----------------------------------------------------------- | ----------------------------------------------------------- |
| Temp. máx. media (°C)                                       | 16.4                                                        | 16.7                                                        | 18.0                                                        | 18.7                                                        | 19.9                                                        | 21.9                                                        | 24.7                                                        | 25.9                                                        | 24.3                                                        | 22.5                                                        | 19.4                                                        | 17.3                                                        | 20.5                                                        |
| Temp. media (°C)                                            | 13.3                                                        | 13.5                                                        | 14.5                                                        | 15.1                                                        | 16.3                                                        | 18.2                                                        | 20.7                                                        | 21.5                                                        | 20.6                                                        | 18.9                                                        | 16.3                                                        | 14.2                                                        | 16.9                                                        |
| Temp. mín. media (°C)                                       | 10.2                                                        | 10.4                                                        | 11.0                                                        | 11.5                                                        | 12.7                                                        | 14.6                                                        | 16.8                                                        | 17.2                                                        | 17.0                                                        | 15.3                                                        | 13.3                                                        | 11.2                                                        | 13.4                                                        |
| Precipitación total (mm)                                    | 68                                                          | 52                                                          | 48                                                          | 25                                                          | 13                                                          | 4                                                           | 1                                                           | 2                                                           | 10                                                          | 44                                                          | 83                                                          | 87                                                          | 437                                                         |
| Fuente: Climate-data.org                                    |                                                             |                                                             |                                                             |                                                             |                                                             |                                                             |                                                             |                                                             |                                                             |                                                             |                                                             |                                                             |                                                             |

### Flora

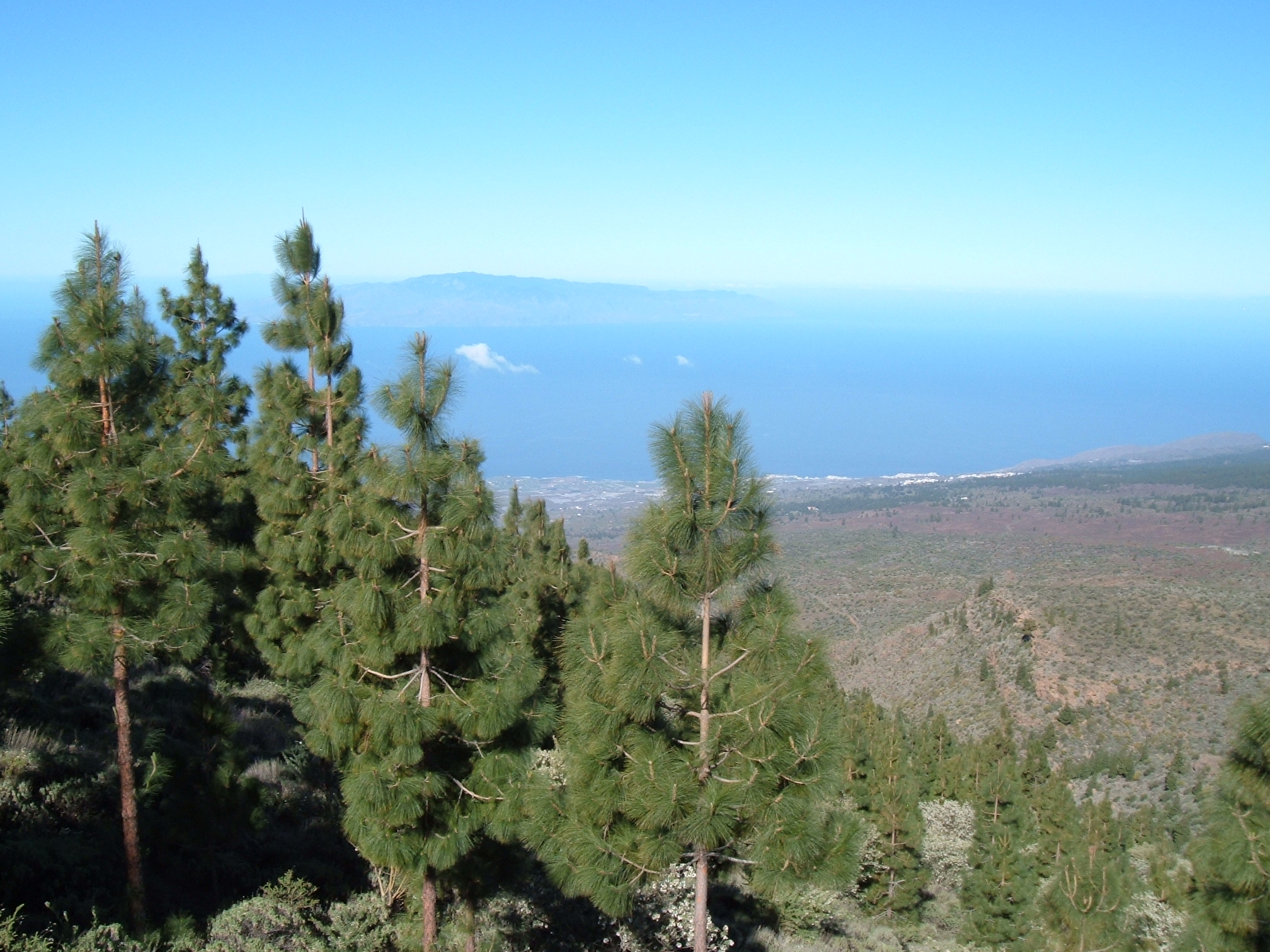
Vegetación típica del municipio, Pinus canariensis

La rica y diversa fauna y flora del municipio comparte características similares a la de zonas de medianías de toda la isla. Así, como especie más representativa situamos el pino canario Pinus canariensis que abarca grandes extensiones del territorio insular. De la misma manera, diversos arbustos y matorrales cobran especial importancia en el entorno, destacando la retama y el tajinaste en la zona alta del municipio, y diversos especies frutales —almendros, naranjos, higueras y tuneras...— en la zona de medianías. En último lugar, la región costera registra gran número de extensiones de cultivos de explotación —tomate y plátano—.
En la vegetación natural se da un proceso de recuperación del pinar, los jarales de Cistus monspeliensis y del escobonal de Chamaecytisus proliferus en la zona alta, descendiendo incluso a la cota de los 700 m. El tabaibal y las xerófilas de costas alcanzan los 1000 m, siendo significativos también los pequeños grupos de sabinas Juniperus turbinata de la zona media y baja, junto con los almendros asilvestrados en los terrenos antaño cultivados.

### Espacios protegidos
El municipio cuenta íntegramente con el espacio natural protegido del Monumento Natural de la Montaña de Tejina, así como con parte del parque nacional del Teide, del parque natural de la Corona Forestal, del Monumento Natural del Teide, del paisaje protegido del Barranco de Erques y del sitio de interés científico de los Acantilados de la Isorana.
Todos estos espacios se incluyen también en la Red Natura 2000 como Zonas Especiales de Conservación, a las que se unen también las Laderas de Chío, el barranco de Niágara, la cueva marina de San Juan y la Franja marina Teno-Rasca que comprende gran parte del litoral municipal. La superficie del parque natural y del Teide también son Zonas de Especial Protección para las Aves.
El municipio cuenta además con los Montes de Utilidad Pública denominados Pinar de Guía (Tágara) y Pinar de Chío.

## Historia

### Etapa guanche: antes del sigloxv
El territorio del municipio se encuentra habitado desde época guanche, perteneciendo al reino o menceyato de Adeje.

### Conquista y colonización europeas: siglosxvyxvi
Después de la conquista de la isla por los europeos, se establece un primer núcleo de colonos provenientes de La Gomera en la zona de La Guerguera o barranco de la Guerguera.
El hallazgo de la Virgen de la Luz y la posterior construcción de una ermita en su honor, incrementan el desarrollo del poblado de Guía a lo largo del siglo xvi.

### Antiguo Régimen: siglosxviiyxviii
La ermita de Nuestra Señora de Guía es elevada al rango de parroquia en 1605, comenzando asimismo el lugar a contar con alcalde real a partir de 1611.
El historiador tinerfeño José de Viera y Clavijo describe el lugar de Guía a finales del siglo xviii de la siguiente manera:

GUÍA. Dista del antecedente como 3 leguas de mal país y ladera, y 13 de la ciudad de La Laguna. Es ayuda de parroquia del Valle de Santiago, con cura. La iglesia pequeña, dedicada a N. S. de Guía, da nombre moderno al territorio, que antes era conocido por Isora. En las calamidades se lleva la imagen a Garachico, de donde también van todos los años a celebrarla con comilonas. Es feligresía de 975 personas poco arruadas, y todo el terreno un volcán antiguo al pie de la cumbre, con buenas aguas y aires frescos.
José de Viera y Clavijo, 1772-1773.

### Etapa moderna: siglosxixyxx
Entre 1812 y 1813 se constituye el moderno municipio de Guía con la creación de los ayuntamientos constitucionales bajo el amparo de la Constitución de Cádiz, aunque no sería hasta 1836 cuando quede definitivamente consolidado tras las alternancias entre gobiernos constitucionales y absolutistas de la primera mitad del siglo, y de la desaparición del régimen municipal único que había sido instaurado desde la conquista.
La zona se mantuvo casi despoblada durante los siglos posteriores, siendo a partir de la primera mitad del siglo xix cuando aumenta considerablemente la población del municipio ligado al auge del cultivo y mercado de la cochinilla.
Hasta la reforma de la nomenclatura municipal de 1916 el municipio se llamaba simplemente Guía. En dicha fecha su nombre fue modificado por el de Guía de Isora.
Tras el fracaso del cultivo de la cochinilla, en los años 1940 y 1950 comienza un nuevo florecimiento económico con el alumbramiento de agua de las galerías y pozos, y la llegada de dinero procedente de los emigrados a América, alcanzando un gran auge la agricultura de exportación.

## Demografía
Cuenta con una población de 22 642 habitantes (INE 2024).
| Gráfica de evolución demográfica de Guía de Isora entre 1842 y 2021 |
| |
| Población de derecho según los censos de población del INE Población de hecho según los censos de población del INEEn estos censos se denominaba Guía: 1842, 1857, 1860, 1877, 1887, 1897 y 1900 En este censo se denominaba Guía de Tenerife: 1910 |

A 1 de enero de 2020 Guía de Isora tenía un total de 21 796 habitantes, ocupando el 12.º puesto en número de habitantes tanto de la isla de Tenerife como de la provincia de Santa Cruz de Tenerife, así como el 24.º de la comunidad autónoma de Canarias.
La población relativa era de 151,96 hab./km².
Por sexos contaba con 10 799 hombres y 10 997 mujeres.
Del análisis de la pirámide de población se deduce que:
- La población comprendida entre 0 y 14 años era el 14 % (3 035 personas) del total;
- la población entre 15 y 64 años se correspondía con el 71 % (15 495 pers.);
- y la población mayor de 65 años era el 15 % (3 266 pers.) restante.

En cuanto al lugar de nacimiento, el 64 % de los habitantes del municipio (13 909 pers.) había nacido en Canarias, de los cuales el 58 % (8 079 pers.) lo había hecho en el mismo municipio, el 34 % (4 715 pers.) en otro municipio de la isla y el 8 % (1 115 pers.) en otra isla del archipiélago. El resto de la población la componía un 30 % (6 583 pers.) de nacidos en el Extranjero, mayoritariamente en Venezuela, y un 6 % (1 304 pers.) procedentes del resto de España.
| Entidad singular                  | Habitantes |
| --------------------------------- | ---------- |
| Alcalá                            | 4718       |
| Chío                              | 2275       |
| Guía de Isora (capital municipal) | 7122       |
| Playa de San Juan                 | 7681       |
| Total                             | 21 796     |

## Economía
En cuanto a los recursos hídricos, Guía es el municipio más rico en agua de toda el área de suroeste de la isla, con más de 40 galerías y diversos pozos. Esta situación esta favorecida por la cobertera de materiales recientes que dan una mayor porosidad a los suelos. Dentro de las características edáficas se destacan los formados in situ, en los que se suelen cultivar tomateros, y los malpaíses, para los que hay que recurrir a suelos de prestación de la zona de Erjos. 
La costa ha experimentado un notable crecimiento, auspiciado por el turismo que se concentra en el núcleo de Alcalá, que aún conserva sus actividades pesqueras tradicionales.

## Administración y política

### Gobierno municipal
El municipio se rige por su ayuntamiento, compuesto por veintiún concejales.
| Periodo   | Nombre                        | Partido | Partido                                      |
| --------- | ----------------------------- | ------- | -------------------------------------------- |
| 1979-1983 | Pedro Reyes Trujillo          |         | Unión de Centro Democrático (UCD)            |
| 1983-1987 | Pedro Reyes Trujillo          |         | Coalición Popular (CP)                       |
| 1987-1989 | Pedro Reyes Trujillo          |         | Agrupación Tinerfeña de Independientes (ATI) |
| 1989-1991 | Pilar Casañas Afonso          |         | Agrupación Tinerfeña de Independientes (ATI) |
| 1991-1995 | Pedro Reyes Trujillo          |         | Agrupación Tinerfeña de Independientes (ATI) |
| 1995-2019 | Pedro Manuel Martín Domínguez |         | Partido Socialista Obrero Español (PSOE)     |
| 2019-2023 | Josefa Mesa Mora              |         | Partido Socialista Obrero Español (PSOE)     |
| 2023-act. | Ana Dorta                     |         | Coalición Canaria (CC)                       |

| Partido político | Partido político                                                    | 1979   | 1983   | 1987   | 1991   | 1995   | 1999   | 2003   | 2007   | 2011   | 2015   | 2019   | 2023   |
| Partido político | Partido político                                                    | Ediles | Ediles | Ediles | Ediles | Ediles | Ediles | Ediles | Ediles | Ediles | Ediles | Ediles | Ediles |
|                  | Agrupación Tinerfeña de Independientes (ATI)                        | —      | —      | 10     | 10     | —      | —      | —      | —      | —      | —      | —      | —      |
|                  | Alianza Popular (AP)-Partido Popular (PP)                           | —      | 10     | —      | 0      | 3      | 1      | 1      | 1      | 2      | 2      | 2      | 4      |
|                  | Candidatura Unitaria de Trabajadores (CUT)                          | —      | —      | 0      | 0      | 1      | 0      | —      | —      | —      | —      | —      | —      |
|                  | Unión de Centro Democrático (UCD)-Centro Democrático y Social (CDS) | —      | —      | 1      | 1      | 0      | —      | —      | —      | —      | —      | —      | —      |
|                  | Coalición Canaria (CC)                                              | —      | —      | —      | —      | 6      | 4      | 5      | 6      | 8      | 7      | 6      | 7      |
|                  | Partido Socialista Obrero Español (PSOE)                            | 7      | 7      | 6      | 6      | 7      | 12     | 11     | 10     | 11     | 12     | 13     | 10     |
|                  | Organización Revolucionaria de Trabajadores (ORT)                   | 1      | —      | —      | —      | —      | —      | —      | —      | —      | —      | —      | —      |

En 1989, tres concejales de ATI abandonan el grupo y presentan, junto al CDS y al PSOE, una moción de censura contra el alcalde nacionalista que prospera, quedando en la alcaldía Pilar Casañas.

### Organización territorial
Se encuentra incluido en la Comarca del Suroeste, salvo su superficie inmersa en los espacios naturales protegidos del parque nacional del Teide y de la Corona Forestal, que pertenecen a la Comarca del Macizo Central.
Se encuentra dividido en cuatro entidades de población.
| Entidad singular  | Núcleos                                                                                          |
| ----------------- | ------------------------------------------------------------------------------------------------ |
| Alcalá            | Alcalá Cueva del Polvo El Varadero                                                               |
| Chío              | Chiguergue Chío                                                                                  |
| Guía de Isora     | Acojeja Aripe Chirche Guía de Isora El Jaral Lomo del Balo El Pozo Tejina de Guía Vera de Erques |
| Playa de San Juan | Abama Agua Dulce Fonsalía Piedra Hincada Playa de San Juan                                       |

Estas cuatro entidades se encuentran a su vez divididas en otros núcleos urbanos. En la zona alta destacan las poblaciones de Vera de Erques, Tejina, Acojeja, El Pozo, El Jaral, Chirche, Aripe, Chiguergue y Chío. En la zona costera se encuentran los núcleos poblacionales de Piedra Hincada, Agua Dulce, Playa de San Juan, Fonsalía, Alcalá y Cueva del Polvo.

## Servicios

### Educación
La oferta educativa del casco urbano del municipio abarca las etapas de Primaria, con los CEIPs La Era y El Almácigo, y Secundaria, con el IES Manuel Martín González. Ambos están ubicados en el casco de Guía donde además existe un CEPA para la formación de personas adultas.
En la zona de costa, también existe una variada oferta educativa, al contar con los CEIPs Adoración Rodríguez Alonso, La Cumbrita, Aponte y Teowaldo Power. El IES Alcalá y un Aula Externa de la Escuela Oficial de Idiomas de Los Cristianos, situada en Playa San Juan

### Transporte

#### Carreteras
Se llega al municipio principalmente a través de la carretera TF-82 de Icod de los Vinos a Armeñime y por la recién ampliada TF-1. Guía también cuenta con una de las vías de entrada al parque nacional del Teide, la TF-38 de Boca Tauce a Chío. Otras carreteras secundarias que comunican las diferentes localidades del municipio son:
- TF-463 de Guía de Isora a Playa de San Juan
- TF-465 de la TF-47 a Vera de Erques
- TF-47 de Armeñime a Puerto de Santiago

#### Transporte público
El municipio cuenta con varias paradas de taxis localizadas en el casco del pueblo y en las localidades costeras.
En autobús —guagua— queda conectado mediante las siguientes líneas de TITSA:
| Línea | Trayecto                                                             |
| ----- | -------------------------------------------------------------------- |
| 325   | Puerto de la Cruz - Acantilados Los Gigantes (por Icod de los Vinos) |
| 417   | Los Cristianos - Guía de Isora (por Costa Adeje)                     |
| 460   | Icod de los Vinos - Costa Adeje (por Guía de Isora)                  |
| 462   | Guía de Isora - A. Los Gigantes (por Tamaimo)                        |
| 473   | Los Cristianos - A. Los Gigantes (por Adeje)                         |
| 477   | Los Cristianos - A. Los Gigantes (directo)                           |
| 490   | Guía de Isora - Vera de Erques (por Tejina de Guía)                  |
| 492   | Guía de Isora - Chío (por Chiguergue)                                |
| 493   | Guía de Isora - A. Los Gigantes (por Alcalá)                         |

## Cultura

### Fiestas

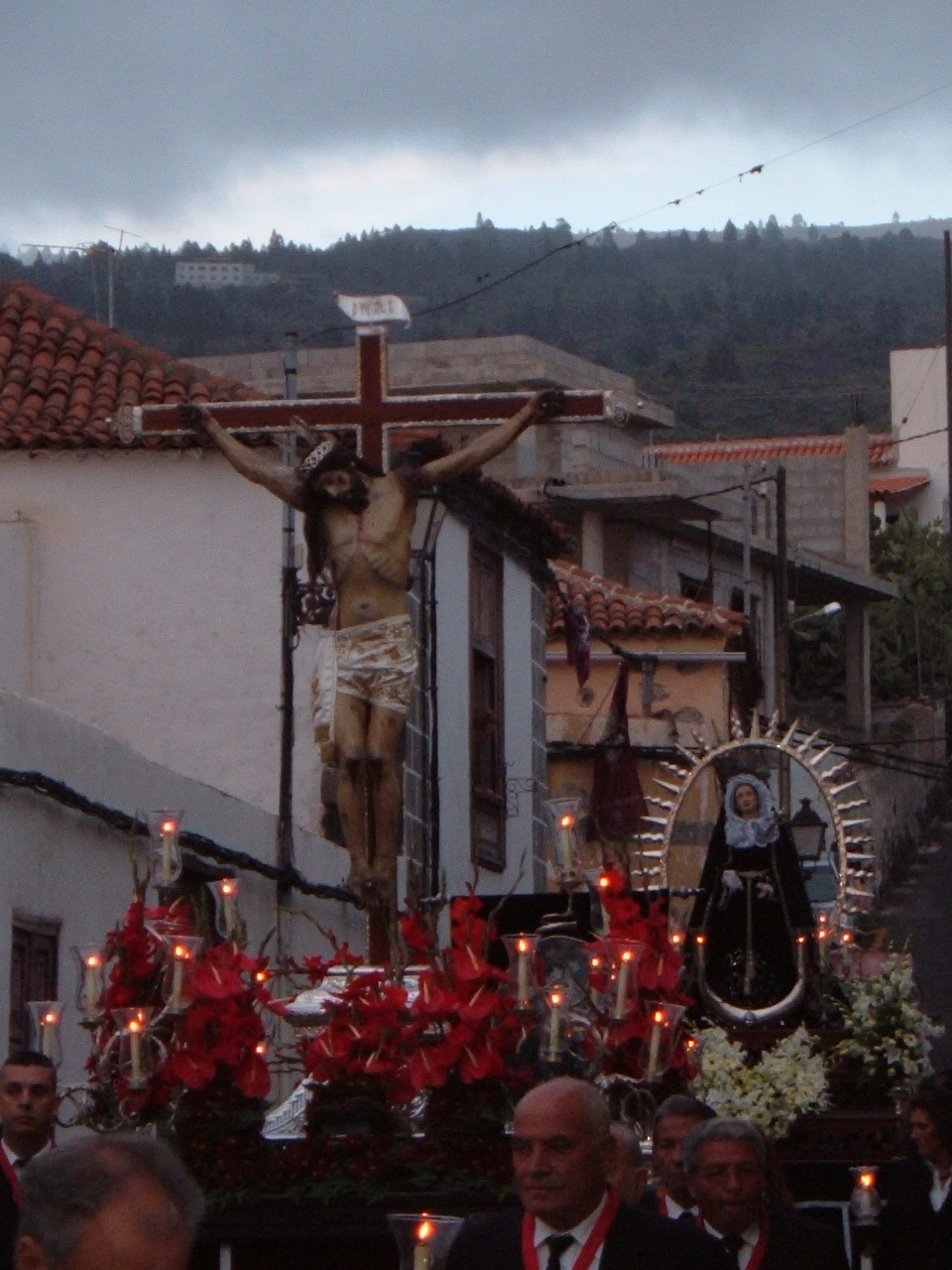
Procesión del Santísimo Cristo de la Dulce Muerte y la Virgen de los Dolores en Guía de Isora (Casco)

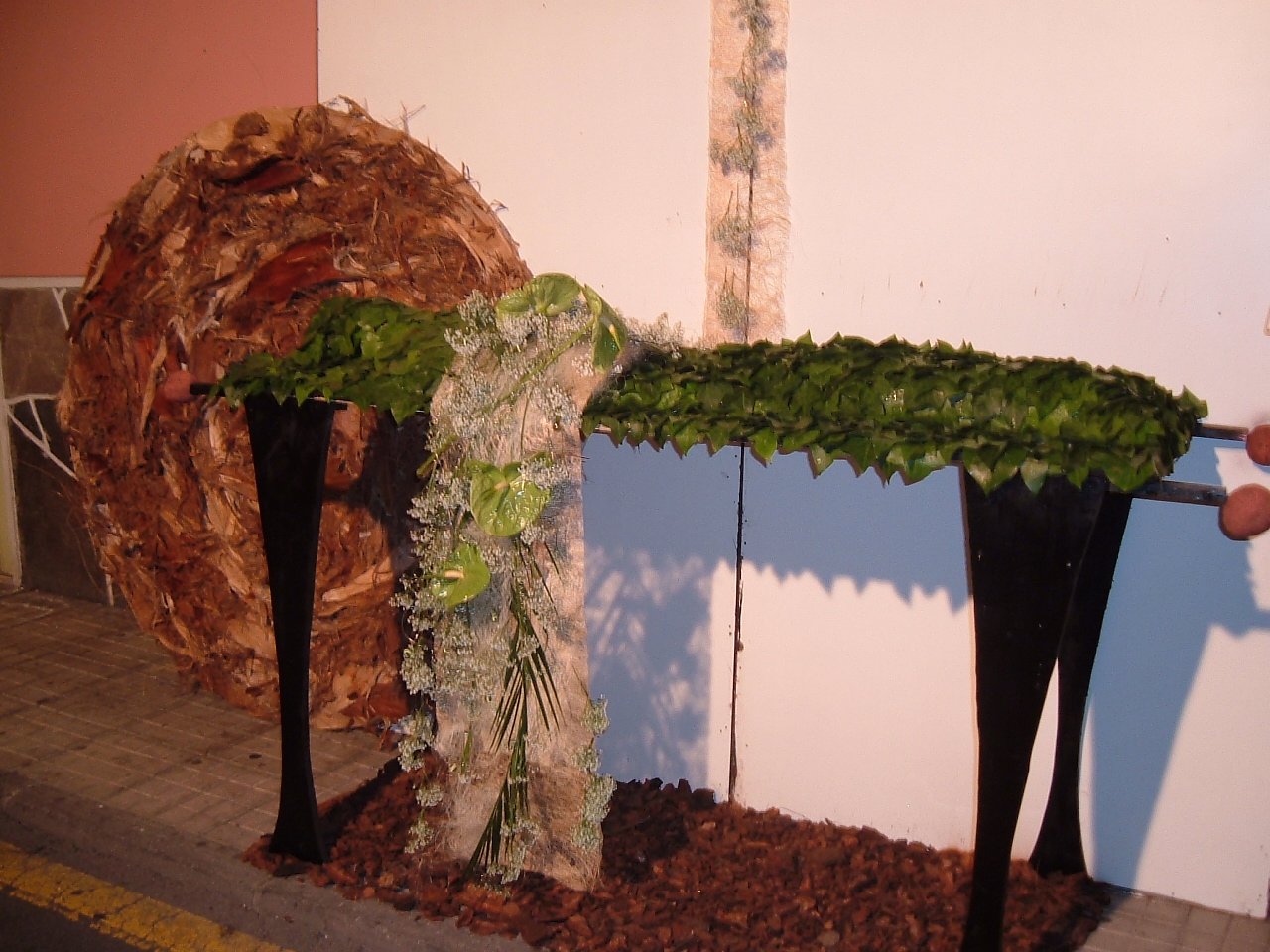
Sepulcro de la Pascua Florida

Este municipio destaca por sus fiestas populares. Entre ellas encontramos la celebración de la Semana Santa, diversas romerías como la de San Isidro Labrador o la de San Roque. Igualmente cobran especial importancia las fiestas patronales en honor al Cristo de la Dulce Muerte y a la Virgen de la Luz. 
A partir del año 2009 durante la Semana Santa se celebra la conocida como Pascua Florida en la cual se conmemora la pasión de Jesús de Nazaret con motivos florales.
En cuanto a la zona costera destaca la celebración de la festividad de la Virgen de Candelaria el 15 y el 16 de agosto en Alcalá donde tiene lugar, como actos principales, la embarcación de la virgen y un espectáculo pirotécnico muy conocido en el municipio.
Entre las celebraciones no religiosas sobresalen el Festival Internacional de Documentales del Sur (DOCUSUR), en el que se exponen documentales internacionales de contenido social, con una especial dedicación a los producidos en los países del Sur, y el Certamen Regional de Arte Isora, acontecimiento anual que convoca a centenares de artistas procedentes de todo el archipiélago consolidando, de esta manera, al municipio como un referente pictórico en la isla.

### Patrimonio

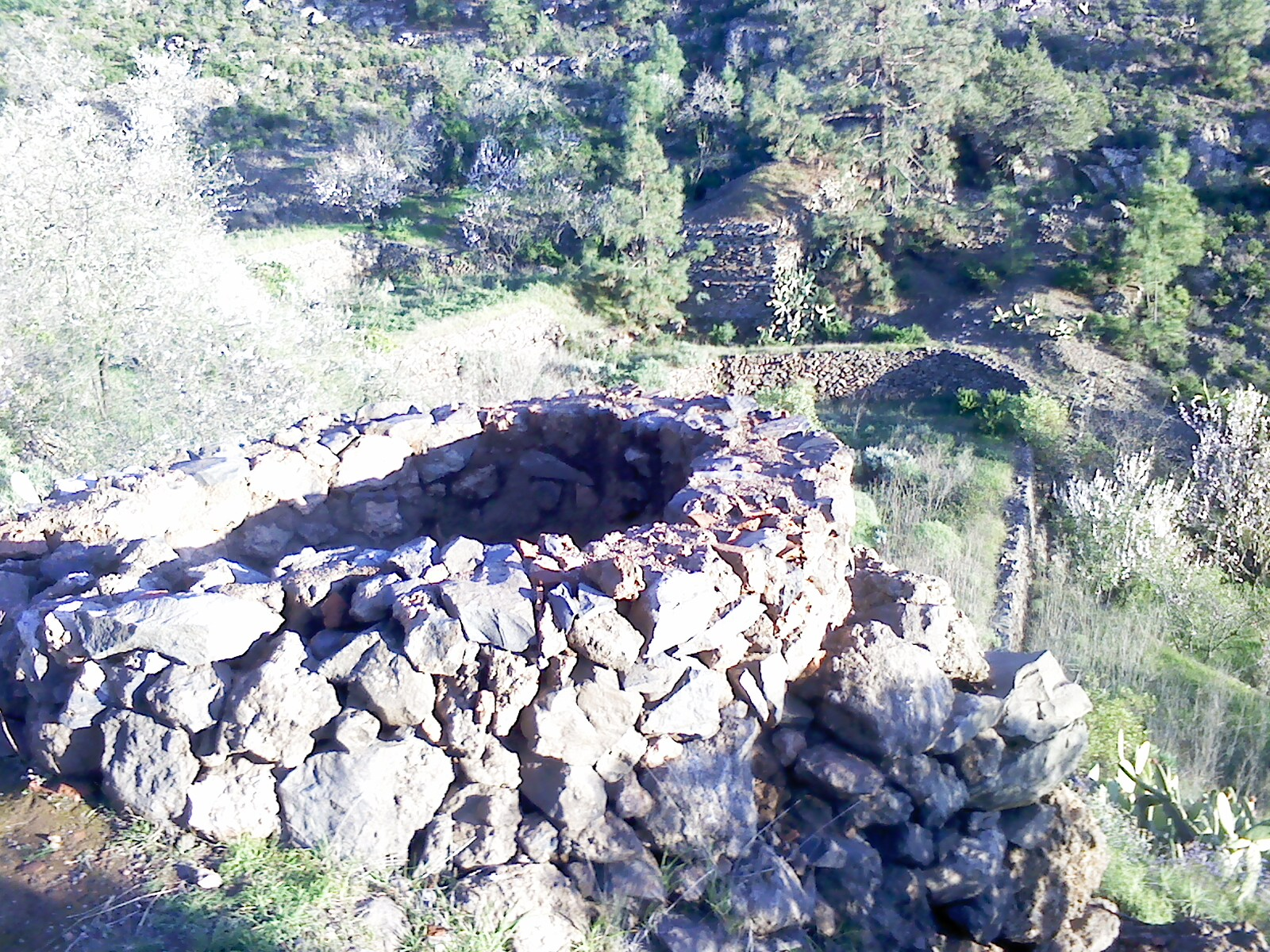
Hornos de Teja (Aripe)

En la capital municipal, su iglesia parroquial, antigua ermita, ha sido restaurada en los últimos siglos, pero aún conserva su estructura tradicional en tres naves y su artesonado de influencia mudéjar. En cuanto a la arquitectura moderna, el núcleo isorano cuenta con obras arquitectónicas como el auditorio municipal y el centro cultural de Guía de Isora.
En el municipio se han encontrado muestras de la presencia guanche en numerosos yacimientos, grabados rupestres y restos arqueológicos como los de las Laderas del Cedro, Hoya Azul o El Bailadero; así como cuevas sepulcrales en el Risco de las Cabras. 
La arquitectura tradicional canaria también está representada en Guía de Isora en los caseríos de Las Fuentes y El Jaral, con viviendas-cueva excavadas en los paredones arenosos.
Entre el patrimonio etnográfico figuran:
- Horno de Cal. Playa de San Juan que jugó un papel primordial en la zona.
- Hornos de Teja. Existen muchos hornos repartidos por toda la parte alta del municipio aunque la mayor concentración se localiza en Chirche, en donde se contabiliza más de 10 hornos, lo cual nos habla de la importante actividad íntimamente relacionada con la construcción de viviendas en la zona.
- Hornos de Brea. Se ha localizado restos de alguna de estas ctrucciones en el monte de Tágara, lugar en el que se encuentran los pinos más antiguos del municipio y por lo tanto susceptibles de la extracción de Tea, materia prima para la elaboración de la brea, materia prima utilizada para calafatear las embarcaciones.
- Eras. Se ha realizado recientemente un trabajo de campo previo a un inventario oficial de eras, y, podemos destacar el elevado número de estas construcciones que se localiza en todo el municipio, en torno a 130, lo cual nos indica la importancia que tuvo la producción cerealista en la historia de Guía de Isora.
- Molino de Gofio. Singular construcción que se localiza en la costa del municipio, en las cercanías del núcleo de Varadero y del que solo se conserva la estructura principal y algunas vigas de madera en su interior.
- Aljibes. Aunque hay contados ejemplos de aljibes ligados a construcciones con características de tipo urbano, la mayor parte se localiza en zonas abiertas y principalmente en las cercanías de los núcleos de Tejina y Vera de Erques.